# سید محسن نوربخش
سید محسن نوربخش (زاده ۱۳۲۷ اصفهان – درگذشته ۲ فروردین ۱۳۸۲ نوشهر) اقتصاددان، سیاست‌مدار و مدرس دانشگاه ایرانی بود.
وی دانش‌آموخته کارشناسی اقتصاد از دانشگاه تهران و کارشناسی ارشد و دکتری اقتصاد از دانشگاه کالیفرنیا، دیویس بود. نوربخش در دوره سوم مجلس شورای اسلامی، به‌عنوان نماینده تهران در مجلس حضور داشت و در دولت پنجم نیز وزیر امور اقتصادی و دارایی بود. وی همچنین بعنوان استاد اقتصاد دانشکده اقتصاد و علوم سیاسی دانشگاه شهید بهشتی فعالیت می‌کرد.

## زندگی
محسن نوربخش سال ۱۳۲۷ در خانواده‌ای مذهبی، با پیشینهٔ نظامی، در اصفهان زاده شد. پدرش سرهنگ نوربخش و پدر بزرگش سید قوام الدین از سادات نوربخش روستای ریز یا همان زرین شهر کنونی بودند که همگی در تکیه سیدالعراقین تخت فولاد اصفهان دفن هستند. نوربخش در سال ۱۳۵۳ با معظم کرباسی‌زاده ازدواج کرد. پدرش آشنایی نزدیکی با سید محمد بهشتی داشت.

### قبل از انقلاب اسلامی ایران
نوربخش قبل از وقوع انقلاب ۱۳۵۷ توانست ارتباط نزدیکی با روحانیون سرشناسی چون سید روح‌الله خمینی، اکبر هاشمی رفسنجانی و سید محمد بهشتی داشته باشد و به گفته خود نوربخش یکی از افراد کلیدی بود، که پیام‌های سید محمد بهشتی را به احزاب یا گروه‌های خارج از کشور می‌رساند. او قبل از وقوع انقلاب، عضو انجمن اسلامی دانشجویان در کالیفرنیا بود.

### پس از انقلاب اسلامی ایران
محسن نوربخش، از جمله جوانان ایرانی مشغول به تحصیل، در دانشگاه‌های آمریکا بود، که بعد از سقوط رژیم شاهنشاهی، وقتی تحصیلات خود را پایان داد، با دریافت دکتری اقتصاد، به تهران برگشت.
اولین بار نام محسن نوربخش زمانی بر زبان آمد که محمدعلی رجایی، اولین نخست‌وزیر، به مقابله با اولین رئیس‌جمهور؛ سید ابوالحسن بنی‌صدر رفت و علیرضا نوبری، رئیس انتخابی وی برای بانک مرکزی را، که تحصیل‌کرده بانکداری در فرانسه بود، نپذیرفت و به جای او نوربخش را قرار داد، که در چند مقاله، نظریات اقتصادی بنی‌صدر و تیم او را، به نقد کشیده بود.
به این ترتیب محسن نوربخش در دومین سال از تأسیس جمهوری اسلامی، در ۲۳ خرداد ۱۳۶۰ تا مرداد ۱۳۶۵ و مجدد از شهریور ۱۳۷۳ تا دومین روز از سال ۱۳۸۲ که چشم از جهان فروبست در مقام ریاست بانک مرکزی قرار داشت و در این فاصله که ریاست بانک مرکزی را عهده‌دار نبود دوره‌ای به نمایندگی مجلس و ۵ سالی را هم به عنوان وزیر اقتصاد و معاون اقتصادی رئیس‌جمهور وقت هاشمی رفسنجانی گذراند.
وی تا قبل از مرگش یک بار به مقام نخست‌وزیری نزدیک شد و یک بار نیز نام او به عنوان نامزد ریاست‌جمهوری بر زبان‌ها جاری گشت و در تمام این سال‌ها در بخش اقتصادی باقی ماند و فعالیت سیاسی وی منحصر شد به شرکت در تأسیس حزب کارگزاران سازندگی ایران و عضویت شورای مرکزی آن که آن هم به دنبال زندانی شدن غلامحسین کرباسچی، عملاً منتفی گردید.
در آبان سال ۱۳۶۰ موضوع انتخاب نخست‌وزیر به مسئله‌ای بین مجلس و رئیس‌جمهور وقت سید علی خامنه‌ای تبدیل شده بود. اکثریت نمایندگان مجلس، به پایداری سید محمد خاتمی نماینده اردکان، علی‌اکبر ولایتی را که اولین انتخاب رئیس‌جمهور جدید بود، نپذیرفتند و دومین پیشنهاد او سید محمد غرضی هم به مانع برخورد.
به نوشته هاشمی رفسنجانی در خاطرات خود:
«قرار شد محسن نوربخش رئیس بانک مرکزی برای نخست‌وزیری مطرح شود، چون امام گفته‌اند بهتر است حزبی نباشد، که اتهام انحصار طلبی وارد نشود.»
سرانجام با انتخاب میرحسین موسوی، به بحرانی که در اولین روزهای ریاست‌جمهوری سید علی خامنه‌ای، بین مجلس و وی ایجاد شده بود، پایان داده شد. نام محسن نوربخش بار دیگر زمانی به میان آمد، که گروه‌های سیاسی به دنبال جانشینی برای هاشمی رفسنجانی می‌گشتند و اکثر اعضای دولت، پس از ناامید شدن از شرکت حسن حبیبی و غلامحسین کرباسچی، به فکر محسن نوربخش افتادند، که حوادث بهار سال ۱۳۷۶، کار را به انتخاب سید محمد خاتمی کشاند.
دوران جنگ ایران و عراق که ۳ سال آن، کشور تحت محاصره اقتصادی آمریکا، با کمبود شدید منابع پولی و ارزی، برای تأمین مایحتاج عمومی و نیازهای نظامی، روبرو شده بود، محسن نوربخش در جستجوی دادن انضباطی، به سیاست‌های پولی کشور، با دولت میرحسین موسوی به اختلاف رسید و جای خود را به محمدجواد ایروانی داد، که منتخب جناح چپ بود و خود با شرکت در انتخابات مجلس، در فهرستی جا گرفت، که نام هاشمی رفسنجانی در صدر آن بود و با ۶۶۶ هزار رای از مردم تهران، به مجلس رفت.
نوربخش با پایان جنگ و آغاز ریاست جمهوری هاشمی رفسنجانی، به عنوان وزیر امور اقتصادی و دارایی، وارد کابینه وی شد. اما مجلس پنجم که جناح محافظه کار در آن اکثریت یافته بود، وی را در مقام وزارت نپذیرفت و به فاصله چند دقیقه از سوی هاشمی رفسنجانی، به معاونت اقتصادی رئیس‌جمهور انتخاب شد، مقامی که چندی بعد با رفتن وی از پست‌های اجرایی، حذف شد و نوربخش بار دیگر به ریاست بانک مرکزی منصوب گردید.
تحت ریاست محسن نوربخش، بانک مرکزی هم دوران پایین آمدن روز به روز ارزش پول ملی ایران را تجربه کرد و هم در ۶ ساله آخر، دوران ثابت نگاه داشتن ارزش ریال در مقابل پول‌های معتبر جهانی. در هر ۲ دوره وی به شدت از سیاست‌های پولی جمهوری اسلامی دفاع کرد. در ۲ سال آخر نوربخش از جانب هر دو جناح سیاسی مورد انتقاد قرار گرفت. هواداران اصلاحات مایل بودند، شخصی که هماهنگی بیشتری با سیاست‌های اقتصادی دولت داشته باشد، در آن مقام قرار گیرد و جناح محافظه کار هم به جهت تأکید نوربخش بر سیاست‌های کنترل حجم پول و انضباط پولی، از وی راضی نبود.

### بانک جهانی
در زمان نخست‌وزیری رجایی، نوربخش به عنوان نماینده دولت در بانک جهانی  انتخاب شد، تا برای همکاری‌های بین‌المللی با دیگر کشورها، اقدام‌های لازم را انجام دهد. هیئت وزیران در جلسه مورخ ۲۹ بهمن ۱۳۵۹ بنا به پیشنهاد وزارت امور اقتصادی و دارایی، محسن نوربخش، معاون کل وزارت امور اقتصادی و دارایی را به عنوان نماینده اصلی دولت جمهوری اسلامی ایران در بانک جهانی، انتخاب و تعیین نمود.

## درگذشت
محسن نوربخش، در شامگاه ۲ فروردین ۱۳۸۲ در بیمارستانی در شهر نوشهر، به علت سکته قلبی درگذشت و در قطعه ۲۵ بهشت زهرا تهران، به خاک سپرده شد. سید علی خامنه‌ای؛ رهبر جمهوری اسلامی، در پیامی، درگذشت وی را تسلیت گفت. سید محمد خاتمی؛ رئیس‌جمهور وقت، پس از مرگ نوربخش، از او به عنوان مردی قابل ستایش، دلسوز و هوشمند، تمجید کرد. ابراهیم شیبانی پس از نوربخش، عهده‌دار ریاست بانک مرکزی شد.

## مستند رئیس کل
فیلم مستند رئیس کل به تهیه کنندگی و کارگردانی محمد مرعشی پیرامون زندگی‌نامه دکتر محسن نوربخش در سال ۱۳۹۷ در جشنواره سینما حقیقت در بخش خارج از مسابقه به نمایش درآمد.
در این فیلم: اکبر هاشمی رفسنجانی ، سید محمد خاتمی ، بهزاد نبوی ، اسحق جهانگیری ٫ محمدرضا باهنر ، حسین مرعشی و دیگر دوستان و نزدیکان و خانواده نوربخش حضور دارند.